# Marcos Madrigal
Marcos Madrigal (L'Avana, ...) è un pianista cubano.

## Biografia
Marcos Madrigal ha appena tre anni quando inizia lo studio del pianoforte.
Si diploma nel 2007 con il massimo dei voti presso l'Instituto Superior de Arte di L'Avana, sotto la guida della celeberrima pianista Teresita Junco.
Segue corsi di perfezionamento presso il Conservatorio della Svizzera Italiana, a Lugano, e presso la prestigiosa Accademia Internazionale del Pianoforte Lago di Como, dove riceve lezioni dai maestri Andreas Staier, Dimitri Bashkirov, Fou Ts’ong, John Perry, Malcolm Bilson ed è seguito in particolar modo dal maestro William Grant Naboré.
Si è esibito in concerto, sia come solista sia con orchestra, in molte delle principali sale da concerto del mondo, come il Teatro Colón di Buenos Aires, l'Auditorium Parco della Musica di Roma, la Queen Elizabeth Hall di Londra, la National Concert Hall di Dublino, l'Auditorium Manuel de Falla di Granada, il Teatro dell'Opera di Bucarest, il Volkstheater di Vienna, il Teatro Rossini di Pesaro, il Teatro delle Muse di Ancona, il Teatro Gentile da Fabriano di Fabriano, il Teatro Góngora di Cordova ed il Qintai Grand Theater di Wuhan, collaborando con importanti direttori d'orchestra quali Claudio Abbado, Leo Brouwer, Paul Mann, Arturo Enrique Diemecke e Lorenzo Ramos.
Ha collaborato inoltre a diversi progetti con il compositore Premio Oscar Nicola Piovani, così come con altri compositori legati al mondo del cinema e del teatro.
Nel 2015 debutta negli Stati Uniti in un concerto presso la Finney Hall di Oberlin, Ohio.
Dal 2017 è Direttore Artistico di Habana Clásica, festival internazionale di musica classica con sede nella capitale cubana.

## Riconoscimenti
È vincitore di numerosi concorsi internazionali, tra i quali possiamo citare il Premio Jaén (Spagna), il Concorso Internazionale di Pianoforte Ciudad Panama (Panama), il Concorso Internazionale di Pianoforte María Clara Cullel (Costa Rica), il Premio Europeo di Esecuzione Pianistica di Avezzano ed il Concorso Internazionale Ignacio Cervantes di L'Avana.
Nel 2012 gli viene conferito il premio Premio Internazionale Medaglia d’Oro Maison des Artistes, assegnato dall'Associazione no profit di Cultura, Arte, Scienza e Impegno Sociale di Roma.

## Registrazioni
Tra le sue registrazioni più recenti troviamo: Homo Ludens, con il maestro Leo Brouwer; Concierto a Ocho Manos, con la pianista Teresita Junco; l’Opera Omnia per Pianoforte e Orchestra di José María Vitier; il monografico dedicato al compositore Ernesto Lecuona, Cuba, acclamato dalla critica e vincitore di molti premi internazionali tra cui il Choc de Classica (Francia), il Cubadisco 2016 (Cuba), il Melómano de Oro (Spagna) e le 5 stelle Diapason (Francia).
Ha registrato, inoltre, concerti dal vivo e diverse trasmissioni per alcune tra le più importanti emittenti radiofoniche in tutto il mondo, tra cui la BBC, Radio Vaticana, Radiotelevisione Svizzera RSI, Radio Suisse Romande e Rai Radio 3, che nel 2013 ha trasmesso un documentario in cinque puntate dedicato alla sua vita dal titolo Piano Libre – L’altra musica di Cuba.